# Giulia Gabbrielleschi
Giulia Gabbrielleschi (Florencia, 24 de julio de 1996) es una deportista italiana que compite en natación, en la modalidad de aguas abiertas.
Ganó cinco medallas en el Campeonato Mundial de Natación entre los años 2017 y 2024, y siete medallas en el Campeonato Europeo de Natación entre los años 2018 y 2025.
Participó en los Juegos Olímpicos de París 2024, ocupando el sexto lugar en la prueba de 10 km.

## Palmarés internacional
| Campeonato Mundial | Campeonato Mundial      | Campeonato Mundial | Campeonato Mundial |
| Año                | Lugar                   | Medalla            | Prueba             |
| ------------------ | ----------------------- | ------------------ | ------------------ |
| 2017               | Budapest (Hungría)      | Medalla de bronce  | Equipo mixto       |
| 2019               | Gwangju (Corea del Sur) | Medalla de plata   | Equipo mixto       |
| 2022               | Budapest (Hungría)      | Medalla de bronce  | 5 km               |
| 2022               | Budapest (Hungría)      | Medalla de bronce  | Equipo mixto       |
| 2024               | Doha (Catar)            | Medalla de plata   | Equipo mixto       |
| Campeonato Europeo |                         |                    |                    |
| Año                | Lugar                   | Medalla            | Prueba             |
| 2018               | Glasgow (Reino Unido)   | Medalla de plata   | 10 km              |
| 2021               | Budapest (Hungría)      | Medalla de plata   | 5 km               |
| 2021               | Budapest (Hungría)      | Medalla de oro     | Equipo mixto       |
| 2022               | Roma (Italia)           | Medalla de bronce  | 5 km               |
| 2024               | Belgrado (Serbia)       | Medalla de plata   | Equipo mixto       |
| 2024               | Belgrado (Serbia)       | Medalla de bronce  | 10 km              |
| 2025               | Stari Grad (Croacia)    | Medalla de plata   | Equipo mixto       |